# Jóhann Berg Guðmundsson
Johann Berg Guðmundsson (Reykjavik, 27 oktober 1990) is een IJslands voetballer die doorgaans als vleugelspits of middenvelder speelt. Hij tekende in juli 2016 bij Burnley, dat circa € 3.000.000,- voor hem betaalde aan Charlton Athletic. Johann debuteerde in 2008 in het IJslands voetbalelftal. Momenteel speelt hij voor Al Dhafra.

## Clubcarrière
Johann maakte deel uit van de jeugdopleidingen van Breiðablik, Chelsea en Fulham. Hij debuteerde in 2008 in het betaald voetbal bij het plaatselijke Breiðablik. Hij studeerde in zijn periode in Engeland aan de 'International School of London'. Bij Breiðablik speelde hij in zijn eerste seizoen 22 competitiewedstrijden, waarin hij tot zes doelpunten kwam. Op 30 september 2008 accepteerde zijn club een aanbod van Hamburger SV. De deal ging echter niet door. Eind november 2008 werd Johann afgetest bij Coventry City.
Johann tekende op 28 januari 2009 een contract dat hem voor vijf jaar aan AZ verbond. Hij begon hier in de jeugd. Op 29 juli 2010 maakte hij als basisspeler zijn debuut in het eerste elftal, in een thuiswedstrijd in de tweede voorronde van de UEFA Europa League tegen IFK Göteborg. Hij scoorde de tweede treffer namens AZ. Johann maakte vijf jaar deel uit van AZ, dat in die jaren vijfde, vierde, nog een keer vierde, tiende en achtste werd in de Eredivisie. Hij won in 2013 de KNVB beker met de club, waarbij hij zelf het grootste deel van de finale meespeelde.
Johann tekende in juli 2014 een tweejarig contract bij Charlton Athletic. Dat lijfde hem transfervrij in nadat zijn contract bij AZ afliep. Hij beëindigde zijn eerste seizoen met Charlton als nummer twaalf in de Championship. Jóhann verlengde in juli 2015 zijn contract tot medio 2019. In realiteit speelde hij daarna nog één jaar voor de club, dat eindigde in degradatie naar de League One.
Johann tekende in juli 2016 een contract tot medio 2019 bij Burnley, dat in het voorgaande seizoen promoveerde naar de Premier League. Het betaalde circa € 3.000.000,- voor hem aan Charlton Athletic. In zijn verbintenis werd een optie voor nog een seizoen opgenomen.. Bij Burnley zou hij acht seizoenen blijven, daarna vertrok hij bij aanvang van het seizoen 2024-2025 naar de Saoedische club Al-Orobah. Na een seizoen daar tekende hij vervolgens bij Al Dhafra.

## Clubstatistieken
| Seizoen         | Club              | Competitie      | Wedstrijden | Doelpunten |
| --------------- | ----------------- | --------------- | ----------- | ---------- |
| 2008            | Breiðablik        | Úrvalsdeild     | 22          | 6          |
| 2009/10         | AZ                | Eredivisie      | 0           | 0          |
| 2010/11         | AZ                | Eredivisie      | 23          | 1          |
| 2011/12         | AZ                | Eredivisie      | 30          | 3          |
| 2012/13         | AZ                | Eredivisie      | 31          | 2          |
| 2013/14         | AZ                | Eredivisie      | 35          | 3          |
| 2014/15         | Charlton Athletic | Championship    | 41          | 10         |
| 2015/16         | Charlton Athletic | Championship    | 40          | 6          |
| 2016/17         | Burnley           | Premier League  | 20          | 1          |
| 2017/18         | Burnley           | Premier League  | 35          | 2          |
| 2018/19         | Burnley           | Premier League  | 29          | 3          |
| 2019/20         | Burnley           | Premier League  | 12          | 1          |
| 2020/21         | Burnley           | Premier League  | 22          | 2          |
| Carrière totaal | Carrière totaal   | Carrière totaal | 340         | 40         |

## Interlandcarrière

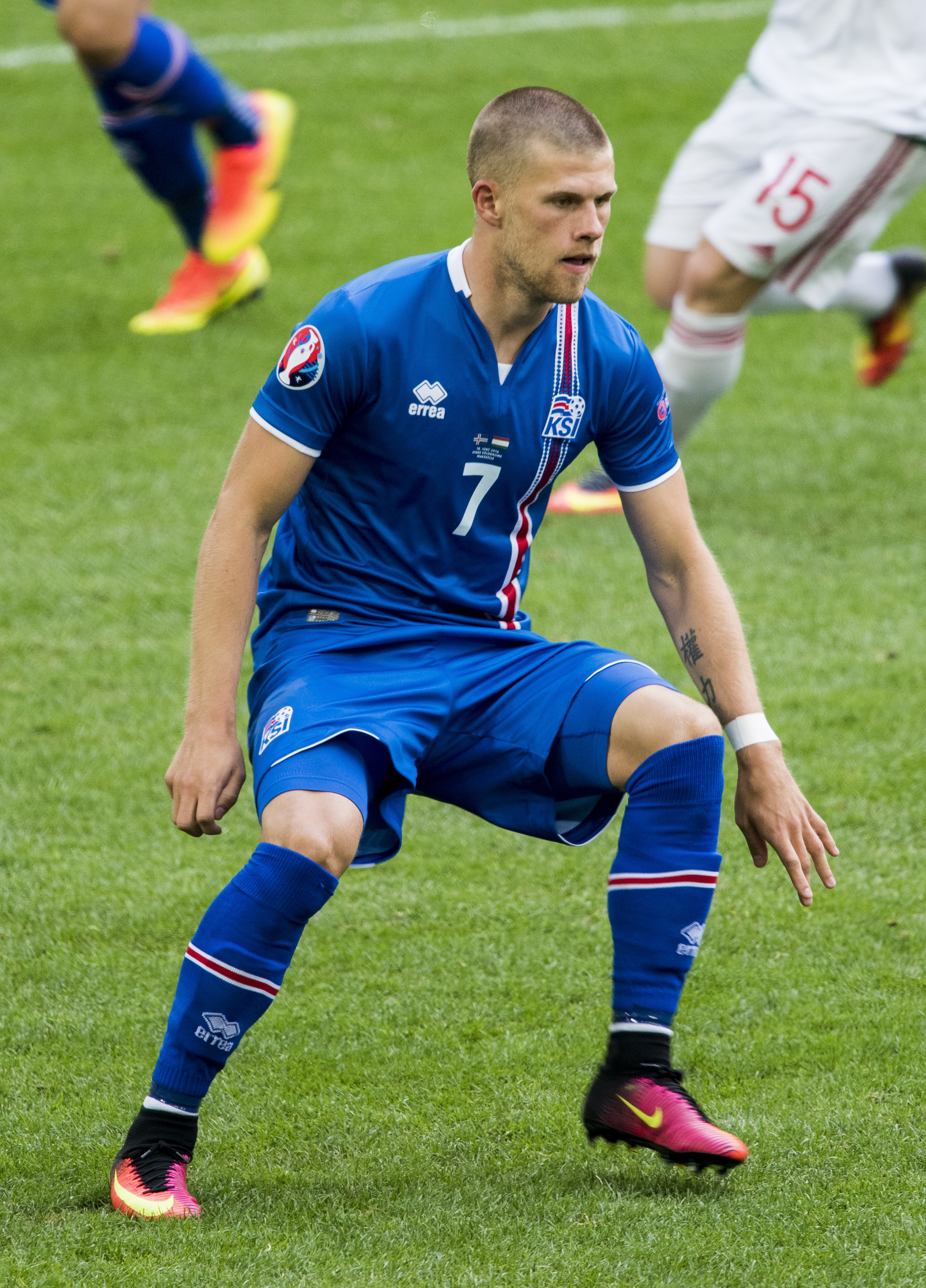
Johann Berg Guðmundsson in actie voor IJsland op Euro 2016.

Op 20 augustus 2008 maakte Jóhann zijn debuut in het IJslands voetbalelftal in een vriendschappelijke interland tegen Azerbeidzjan (1–1 gelijkspel). Onder bondscoach Lars Lagerbäck werd hij in zijn AZ-periode een vaste waarde in het nationaal elftal en bereikte hij met IJsland de play-offs in het kwalificatietoernooi voor het wereldkampioenschap voetbal 2014.
Op 6 september 2013 maakte Jóhann een hattrick in de WK-kwalificatiewedstrijd tegen Zwitserland, die eindigde in een 4–4 gelijkspel. In 2015 plaatste IJsland zich voor het Europees kampioenschap voetbal 2016. Op 9 mei 2016 maakte bondscoach Lagerbäck bekend Jóhann mee te nemen naar het toernooi in juni 2016.
IJsland deed voor het eerst mee aan een Europees kampioenschap en op dit toernooi in Frankrijk speelde Jóhann alle wedstrijden in de basis en IJsland zou hier uiteindelijk tot de kwartfinale reiken.
Twee jaar later plaatste IJsland zich ook voor het eerst voor het eerst voor een Wereldkampioenschap voetbal (in Rusland) en ook hier was hij een vaste basisspeler, Het toernooi eindigde hier voor IJsland na de groepsfase.
| Interlands van Jóhann Berg Guðmundsson voor IJsland | Interlands van Jóhann Berg Guðmundsson voor IJsland | Interlands van Jóhann Berg Guðmundsson voor IJsland | Interlands van Jóhann Berg Guðmundsson voor IJsland | Interlands van Jóhann Berg Guðmundsson voor IJsland | Interlands van Jóhann Berg Guðmundsson voor IJsland |
| №                                                   | Datum                                               | Wedstrijd                                           | Uitslag                                             | Soort wedstrijd                                     | Doelpunten                                          |
| Als speler bij Breiðablik                           | Als speler bij Breiðablik                           | Als speler bij Breiðablik                           | Als speler bij Breiðablik                           | Als speler bij Breiðablik                           | Als speler bij Breiðablik                           |
| --------------------------------------------------- | --------------------------------------------------- | --------------------------------------------------- | --------------------------------------------------- | --------------------------------------------------- | --------------------------------------------------- |
| 1.                                                  | 20 augustus 2008                                    | IJsland – Azerbeidzjan                              | 1 – 1                                               | Vriendschappelijk                                   |                                                     |
| Als speler bij AZ                                   |                                                     |                                                     |                                                     |                                                     |                                                     |
| 2.                                                  | 22 maart 2009                                       | IJsland – Faeröer                                   | 1 – 2                                               | Vriendschappelijk                                   |                                                     |
| 3.                                                  | 10 juni 2009                                        | Macedonië – IJsland                                 | 2 – 0                                               | Kwalificatie WK 2010                                |                                                     |
| 4.                                                  | 21 maart 2010                                       | IJsland – Faeröer                                   | 2 – 0                                               | Vriendschappelijk                                   |                                                     |
| 5.                                                  | 24 maart 2010                                       | Mexico – IJsland                                    | 0 – 0                                               | Vriendschappelijk                                   |                                                     |
| 6.                                                  | 29 mei 2010                                         | IJsland – Andorra                                   | 4 – 0                                               | Vriendschappelijk                                   |                                                     |
| 7.                                                  | 3 september 2010                                    | IJsland – Noorwegen                                 | 1 – 2                                               | Kwalificatie EK 2012                                |                                                     |
| 8.                                                  | 7 september 2010                                    | Denemarken – IJsland                                | 1 – 0                                               | Kwalificatie EK 2012                                |                                                     |
| 9.                                                  | 26 maart 2011                                       | Cyprus – IJsland                                    | 0 – 0                                               | Kwalificatie EK 2012                                |                                                     |
| 10.                                                 | 4 juni 2011                                         | IJsland – Denemarken                                | 0 – 2                                               | Kwalificatie EK 2012                                |                                                     |
| 11.                                                 | 10 augustus 2011                                    | Hongarije – IJsland                                 | 4 – 0                                               | Vriendschappelijk                                   |                                                     |
| 12.                                                 | 2 september 2011                                    | Noorwegen – IJsland                                 | 2 – 0                                               | Kwalificatie EK 2012                                |                                                     |
| 13.                                                 | 6 september 2011                                    | IJsland – Cyprus                                    | 1 – 0                                               | Kwalificatie EK 2012                                |                                                     |
| 14.                                                 | 7 oktober 2011                                      | Portugal – IJsland                                  | 5 – 3                                               | Kwalificatie EK 2012                                |                                                     |
| 15.                                                 | 29 februari 2012                                    | Montenegro – IJsland                                | 2 – 1                                               | Vriendschappelijk                                   |                                                     |
| 16.                                                 | 27 mei 2012                                         | Frankrijk – IJsland                                 | 3 – 2                                               | Vriendschappelijk                                   |                                                     |
| 17.                                                 | 30 mei 2012                                         | Zweden – IJsland                                    | 3 – 2                                               | Vriendschappelijk                                   |                                                     |
| 18.                                                 | 15 augustus 2012                                    | IJsland – Faeröer                                   | 2 – 0                                               | Vriendschappelijk                                   |                                                     |
| 19.                                                 | 11 september 2012                                   | Cyprus – IJsland                                    | 1 – 0                                               | Kwalificatie WK 2014                                |                                                     |
| 20.                                                 | 12 oktober 2012                                     | Albanië – IJsland                                   | 1 – 2                                               | Kwalificatie WK 2014                                |                                                     |
| 21.                                                 | 16 oktober 2012                                     | IJsland – Zwitserland                               | 0 – 2                                               | Kwalificatie WK 2014                                |                                                     |
| 22.                                                 | 14 november 2012                                    | Andorra – IJsland                                   | 0 – 2                                               | Vriendschappelijk                                   | 13'                                                 |
| 23.                                                 | 6 februari 2013                                     | IJsland – Rusland                                   | 0 – 2                                               | Vriendschappelijk                                   |                                                     |
| 24.                                                 | 22 maart 2013                                       | Slovenië – IJsland                                  | 1 – 2                                               | Kwalificatie WK 2014                                |                                                     |
| 25.                                                 | 14 augustus 2013                                    | IJsland – Faeröer                                   | 1 – 0                                               | Vriendschappelijk                                   |                                                     |
| 26.                                                 | 6 september 2013                                    | Zwitserland – IJsland                               | 4 – 4                                               | Kwalificatie WK 2014                                | 3' 68' 90+1'                                        |
| 27.                                                 | 10 september 2013                                   | IJsland – Albanië                                   | 2 – 1                                               | Kwalificatie WK 2014                                |                                                     |
| 28.                                                 | 11 oktober 2013                                     | IJsland – Cyprus                                    | 2 – 0                                               | Kwalificatie WK 2014                                |                                                     |
| 29.                                                 | 15 oktober 2013                                     | Noorwegen – IJsland                                 | 1 – 1                                               | Kwalificatie WK 2014                                |                                                     |
| 30.                                                 | 15 november 2013                                    | IJsland – Kroatië                                   | 0 – 0                                               | Kwalificatie WK 2014                                |                                                     |
| 31.                                                 | 19 november 2013                                    | Kroatië – IJsland                                   | 2 – 0                                               | Kwalificatie WK 2014                                |                                                     |
| 32.                                                 | 5 maart 2014                                        | Wales – IJsland                                     | 3 – 1                                               | Vriendschappelijk                                   |                                                     |
| Als speler bij Charlton Athletic                    |                                                     |                                                     |                                                     |                                                     |                                                     |
| 33.                                                 | 12 november 2014                                    | België – IJsland                                    | 3 – 1                                               | Vriendschappelijk                                   |                                                     |
| 34.                                                 | 16 november 2014                                    | Tsjechië – IJsland                                  | 2 – 1                                               | Kwalificatie EK 2016                                |                                                     |
| 35.                                                 | 28 maart 2015                                       | Kazachstan – IJsland                                | 0 – 3                                               | Kwalificatie EK 2016                                |                                                     |
| 36.                                                 | 31 maart 2015                                       | Estland – IJsland                                   | 1 – 1                                               | Vriendschappelijk                                   |                                                     |
| 37.                                                 | 12 juni 2015                                        | IJsland – Tsjechië                                  | 2 – 1                                               | Kwalificatie EK 2016                                |                                                     |
| 38.                                                 | 3 september 2015                                    | Nederland – IJsland                                 | 0 – 1                                               | Kwalificatie EK 2016                                |                                                     |
| 39.                                                 | 6 september 2015                                    | IJsland – Kazachstan                                | 0 – 0                                               | Kwalificatie EK 2016                                |                                                     |
| 40.                                                 | 10 oktober 2015                                     | IJsland – Letland                                   | 2 – 2                                               | Kwalificatie EK 2016                                |                                                     |
| 41.                                                 | 13 oktober 2015                                     | Turkije – IJsland                                   | 1 – 0                                               | Kwalificatie EK 2016                                |                                                     |
| 42.                                                 | 13 november 2015                                    | Polen – IJsland                                     | 4 – 2                                               | Vriendschappelijk                                   |                                                     |
| 43.                                                 | 16 november 2015                                    | Slowakije – IJsland                                 | 3 – 1                                               | Vriendschappelijk                                   |                                                     |
| 44.                                                 | 24 maart 2016                                       | Denemarken – IJsland                                | 2 – 1                                               | Vriendschappelijk                                   |                                                     |
| 45.                                                 | 29 maart 2016                                       | Griekenland – Turkije                               | 2 – 3                                               | Vriendschappelijk                                   |                                                     |
| 46.                                                 | 1 juni 2016                                         | Noorwegen – IJsland                                 | 3 – 2                                               | Vriendschappelijk                                   |                                                     |
| 47.                                                 | 6 juni 2016                                         | IJsland – Liechtenstein                             | 4 – 0                                               | Vriendschappelijk                                   |                                                     |
| 48.                                                 | 14 juni 2016                                        | Portugal – IJsland                                  | 1 – 1                                               | EK 2016                                             |                                                     |
| 49.                                                 | 18 juni 2016                                        | IJsland – Hongarije                                 | 1 – 1                                               | EK 2016                                             |                                                     |
| 50.                                                 | 22 juni 2016                                        | IJsland – Oostenrijk                                | 2 – 1                                               | EK 2016                                             |                                                     |
| 51.                                                 | 27 juni 2016                                        | Engeland – IJsland                                  | 1 – 2                                               | EK 2016                                             |                                                     |
| 52.                                                 | 3 juli 2016                                         | Frankrijk – IJsland                                 | 5 – 2                                               | EK 2016                                             |                                                     |

## Erelijst
| Competitie | Aantal | Jaren   |    |    |
| AZ         | AZ     | AZ      | AZ | AZ |
| ---------- | ------ | ------- | -- | -- |
| Nationaal  |        |         |    |    |
| KNVB beker | 1x     | 2012/13 |    |    |